# Liliep
Liliep is een bestuurslaag in het regentschap Pidie van de provincie Atjeh, Indonesië. Liliep telt 208 inwoners (volkstelling 2010).